# Вольер (балет)
«Волье́р, или Птицы Бокка́ччо» (фр. La Volière ou les Oiseaux de Boccace) — одноактный комедийный балет-пантомима в постановке Терезы Эльслер на музыку Казимира Жида; как и большинство балетов композитора, был создан специально для Фанни Эльслер. Либретто написано драматургом Эженом Скрибом в соавторстве с балетмейстером. Сценография Рене Филастра и Шарля Камбона, костюмы Поля Лормье. Премьера состоялась 5 мая 1838 года в Париже, на сцене Театра Ле Пелетье Королевской академии музыки. 

## Описание
Сюжет «креольского» балета, отображающий тему женщин, объединившихся против мужчин, был схож по тематике с «Восстанием в серале» (1833) и «Брезильей» (1835) Филиппо Тальони. Скриб, отойдя от соблюдения правил драматического спектакля, создал для балета сценарий, где любой предлог годился для пёстрой череды танцев и пантомимных эпизодов. Как отмечал после премьеры Теофиль Готье, «содержания там вполне хватает для забавных и разнообразных танцев». 
Действие балета происходит на острове Сан-Доминго. Богатая помещица (Тереза Эльслер), которую обманул возлюбленный, воспитывает сестру Зое (Фанни Эльслер) и её подруг в изоляции от мужчин и неведении о том, что они существуют. «Птицы и цветы — их единственное удовольствие» — уточняет в либретто Скриб. Декорация представляла собою элегантный сад, в глубине которого помещалась огромная клетка, «сквозь позолоченные прутья которой виднелись птицы редких пород»; слева находился деревенский коттедж. 
Идиллию нарушал морской офицер Фернанд (Жозеф Мазилье), который влюблялся в юную Зое — она же принимала его за неведомую птицу. В постепенном прозрении героини и заключалась интрига балета. «Фанни Эльслер выразительно мимировала томление и скуку юной затворницы, её интерес к новой «птице» и пробуждение любви. С обаятельной наивностью она заманивала героя в клетку, крошила хлеб и рассыпала перед ним. Потом выпускала, пыталась приручить, „не подпуская, чтобы не укусил“; учила, между прочим, танцевать; неосознанно ревновала, когда Фернанда окружали её подруги». 
Благополучная развязка наступала, когда выяснялось, что дядя Фернанда ищет старшую сестру Зое, чтобы жениться на ней. Одновременно к их чернокожей служанке Гуниме возвращался некогда бросивший её Доминго, слуга Фернанда. Ему отводились эффекты нехитрой буффонады: девицы гонялись за ним, ослепляли, бросив в глаза щепотку семян, и, поймав в огромную сеть, плясали вокруг. 
Танцовщику Мазилье, сыгравшему роль возлюбленного героини, была отведена незавидная роль. Готье, восхвалявший грацию женского танца, восклицал: «И прежде всего воздадим должное хорошему вкусу мадемуазель Терезы Эльслер, не допустившей в своём хореографическом труде ни одного мужского па; ведь нет ничего отвратительнее мужчины…». Пылкий поклонник Фанни Эльслер, он сообщил после премьеры, что «Фанни продемонстрировала ребяческую грацию, наивную живость и совершенно очаровательную проказливость», особо расхваливая эпизод, где старшая сестра Эльслер учила младшую танцевать: сёстры мчались рука об руку из глубины сцены на рампу, выбрасывая вперёд ноги в унисон, который был «верхом эффектности, точности и правильности. Легко принять одну из них за тень другой или подумать, что сбоку каждой есть зеркало, отражающее все её движения… не было ничего более чарующего и гармоничного для взора, нежели этот танец — быстрый и точный».
«Вольер» появился на сцене в период парижских триумфов Фанни Эльслер. На каждом представлении зал был набит битком ради pas de deux сестёр. Благодаря Терезе, знающей сильные стороны таланта Фанни, та получила возможность раскрыться и как виртуозная танцовщица, и как блестящая мимистка. Но ни цветущая красота прима-балерины, ни виртуозные дуэты обеих сестёр, ни пикантные ситуации чувственного сценария не спасли балет — он прошёл всего четыре раза.
Луи Виардо, поместивший «Вольер» в ряд самых неудачных балетов последнего времени, заметил, что «Все они словно бы предназначены для детей и напоминают волшебные сказки Перро, только без юмора и без морали». Жюль Жанен, хотя и отмечал «живую и остроумную музыку» Казимира Жида, резюмировал, что «Все вместе взятые балеты минувшего десятилетия не могут сравняться с „Вольером“ в глупости, безвкусице, да попросту — в скуке».